# Christina Obergföll
Christina Obergföll (nacida el 22 de agosto de 1981 en Lahr (Selva Negra), Baden-Wurtemberg, Alemania) es una jabalinista. Su mejor lanzamiento fue de 69,05 metros. De esta manera conquistó el 18 de agosto de 2013 la medalla de oro de lanzamiento de jabalina en el Campeonato Mundial de Atletismo de 2013 en Moscú, Rusia.